# Kirchberg-Schlössl
Das Kirchberg-Schlössl ist ein Bauwerk in Bad Reichenhall.
Das Schlössl steht unter Denkmalschutz und ist unter der Nummer D-1-72-114-198 in die Bayerische Denkmalliste eingetragen.

## Geschichte
Am heutigen Ort des Schlössls befand sich vermutlich bereits im 8. Jahrhundert eine Kapelle, die im Jahre 1130 durch Erzbischof Konrad I. geweiht und mit einem Lehensgut dotiert wurde. Man geht davon aus, dass in den folgenden Jahrhunderten 150 bis 200 Personen im Umfeld der Kapelle ansässig waren und die Kapelle zu einer Kirche ohne Turm ausgebaut wurde. Bei den Renovierungsarbeiten fand man 1981 Reste eines gotischen Frieses an der Nordfassade. Dies und Knochenfunde südlich der Kirche deuten darauf hin, dass sich bei der Kirche auch ein christlicher Friedhof befand, woher vermutlich auch der Name Kirchberg (Kirche am Berg) stammt.
Im 15. Jahrhundert wurde die Kirche dem Verfall preisgegeben und in der Folge wurde das Patrozinium an die Kirche in Nonn übertragen. An Stelle der Kirche wurde das Edelmannshaus errichtet, das spätestens 1540 im Besitz von Leonhard Kastner war. Bis in die 1680er Jahre wechselte das Gebäude mehrfach den Besitzer. Zwischen 1682 und 1685 wurde die Hauskapelle, die über den ersten Stock des Hauses sowie über eine Außentreppe erreichbar ist, durch Paris Zehentner angebaut.
Am 11. August 1691 wird das Edelmannshaus zum ersten Mal als Schlössl bezeichnet.

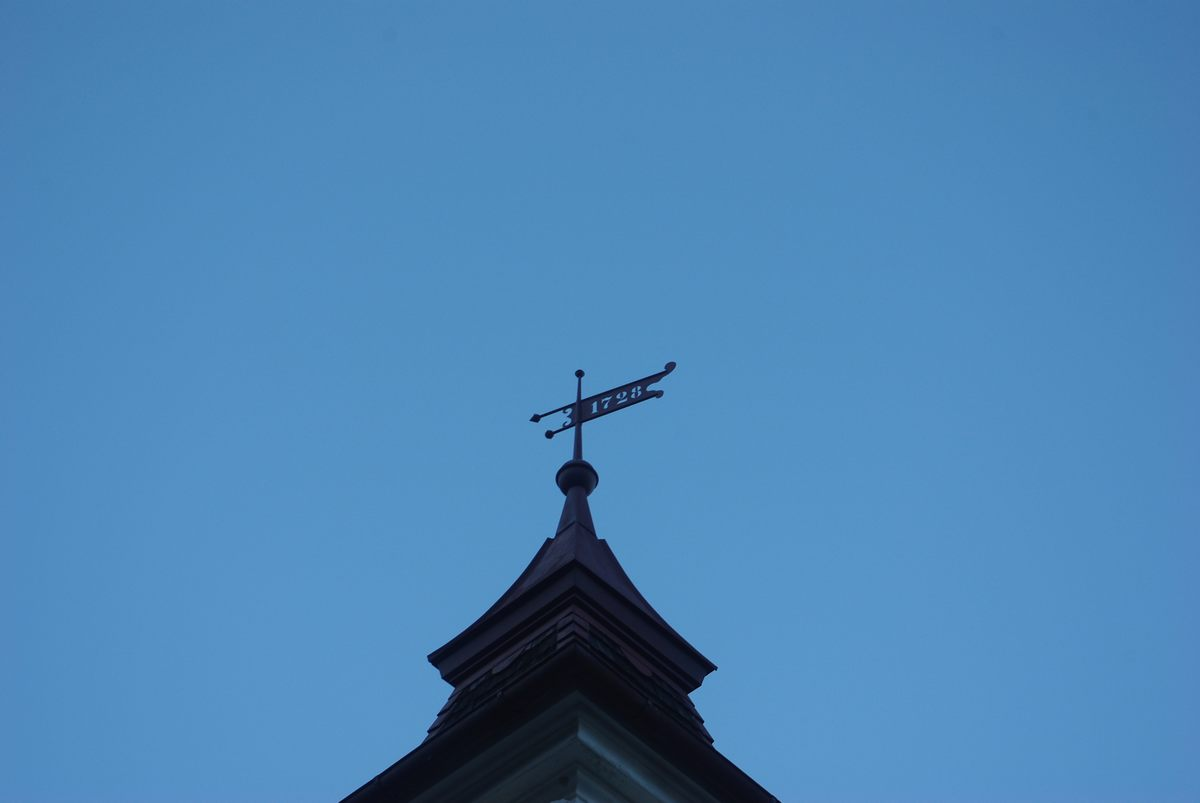
Wetterfahne mit der Jahreszahl 1728 über der Kapelle

1723 erwarb Peter von Waltern und Umbau das Gut in Kirchberg. Er ließ sein Wappen mit Jahreszahl 1723 anbringen und das Gebäude barockisieren. Er ließ auch die beiden Zwerchhäuser, eine Empore in der Kapelle sowie die drei Ecktürmchen errichten. Das südöstliche Türmchen ist zugleich Glockenturm für die Kapelle, die beiden anderen mit blinden Schallöffnungen über der östlichen und nördlichen Fassade wurden vermutlich wegen symmetrischer Aspekte errichtet. Die Jahreszahl 1728 in der Kapelle deutet darauf hin, dass die Umbaumaßnahmen in diesem Jahr abgeschlossen wurden. 1747 verstarb von Waltern, seine Witwe ließ im gleichen Jahr einen Kreuzweg von der Schlosskapelle zum Kirchberg errichten.
Zwischen 1764 und 1864 wechselte das Schlössl erneut mehrfach den Besitzer. Josef Wagnerberger und später Franz Niederhauser waren beide Metzger, einer davon ließ nordwestlich des Schlössls das Metzgerhäusl errichten und auf einen der beiden geht auch die damalige Bezeichnung für die Metzger-Au an der Saalach, südlich der heutigen Kretabrücke, zurück.
Am 30. Juni 1864 erwarben Dr. Eugen Pachmayr, Arzt und Hofrat und seine Gattin Katharina das Schloßgut samt Metzgerhäusl. Das Metzgerhäusl wurde von Grund auf neu als Villa Luise aufgebaut und diente unter anderem Dr. Pachmayr als Arztpraxis. Auch am Schloss wurden einige Umbauten vorgenommen und es bildete das Herzstück des Badebetriebs in Kirchberg.
Während des Ersten Weltkriegs gingen die Gästezahlen in Bad Reichenhall und in Kirchberg erheblich zurück, in vielen Kurpensionen und Hotels wurden Lazarette eingerichtet. Auch im Kirchberg-Schlössl befand sich ein Lazarett, das bis 1921 betrieben wurde. Als das Kurhaus 1924 an den Bayerischen Beamtenbund verkauft wurde, endete der Kurbetrieb in Kirchberg endgültig.
Während des Zweiten Weltkriegs und auch danach wurden im Schlössl Flüchtlinge untergebracht, in dieser Zeit sollen verschiedene Einrichtungsgegenstände aus Schlössl und Kapelle verschwunden sein. Ritterrüstungen aus dem Schloss sollen am Kriegsende 1945 von Besatzungsangehörigen auf die Straße geworfen worden sein und sind in der Folge dann verschwunden.
Am 8. Juni 1972 erwarb die Familie Schöndorfer das Schlössl und die Kirchbergquelle von den Erben der Familie Pachmayr. In mehreren Abschnitten wurde das Gebäude, das sich in sehr schlechtem baulichen Zustand befand, unter Berücksichtigung des Denkmalschutzes saniert. Zwischen 1980 und 1981 wurden unter anderem die Außenfassaden neu verputzt, Stuck und Fensterumrahmungen wieder hergestellt und das Marienbild auf der Portalseite restauriert. 1988 wurde das Gebäude zur Gaststätte umgebaut, die Schweizer Stuben wechselten kurz darauf von der Nonner Straße in das renovierte Schlössl. Um den Anforderungen einer Gaststätte gerecht zu werden, wurde der Innenbereich – in Abstimmung mit dem Landesamt für Denkmalpflege – umgestaltet. Der Boden im Erdgeschoss wurde um etwa einen Meter abgesenkt, mit Fußbodenheizung ausgestattet und mit Marmorplatten aus dem Brunnhaus Fager belegt. Der Aufgang zu den Wohnungen im ersten Stock wurde an die Westseite versetzt und die Wohnräume modernen Ansprüchen angepasst und mit zeitgemäßer Technik ausgestattet.
Heute befindet sich eine Pizzeria im Schlössl, die bereits in den Gasträumen in der Nonner Straße Nachfolger der Schweizer Stuben war.

### Geschichte der Hauskapelle

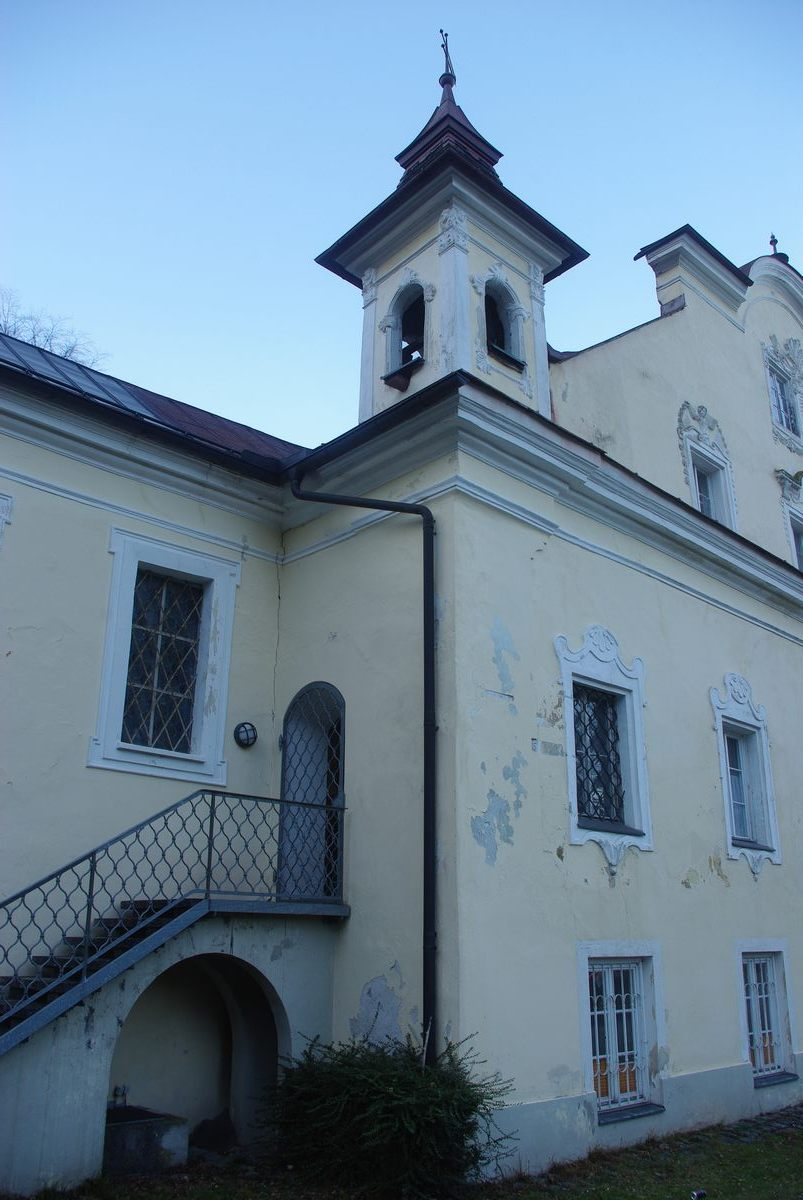
Zugang zur Hauskapelle

Der erste Antrag des damaligen Besitzer des Urbar-Gutes zu Kirchberg, Paris Zehentner, im Jahre 1672 wurde durch Propst Bernhard aus dem Kloster St. Zeno abgelehnt. Als Begründung führte der Propst an, dass sich in seiner Gemeinde neben der Pfarrkirche des Klosters elf weitere Filialkirchen befänden, von denen „einige von so schlechtem Einkommen und Vermögen seien, dass sie kaum mit den notwendigen Kirchenparamentis unterhalten werden könnten.“ Eine weitere Kirche hätte demnach den bestehenden Kirchen weiteren Schaden zugefügt, da „die Erfahrung lehre, dass man den neuerbauten Gotteshäusern mehr als den alten zugehen würde.“ Man befürchtete zudem, Zehentner würde sich die Kapelle nicht viel kosten lassen und diese würde auch durch andere Personen erhalten werden müssen, was schon zum Abgang der vorherigen Kapelle in Kirchberg geführt hätte. Eine Anfrage an Zehentners „Landesfürsten und Herrn“ wurde im August 1673 mit gleicher Begründung wie aus St. Zeno abgelehnt.
1682 wurde Zehentner erlaubt, in einem geeigneten Raum, der von „weltlichen Sachen separiert sei“, regelmäßig für sich, seine Frau und seine Bediensteten eine Messe lesen zu lassen. Zehentners Gesundheitszustand ließ es nicht mehr zu, dass er den Weg zum Gottesdienst in St. Nikolaus, St. Johannes oder St. Ägidien in Reichenhall auf sich nahm. Nach Zehentners Tod wurde diese Erlaubnis gegenüber seiner Witwe erneuert, erneut gebunden an ihre Person und auf Lebenszeit.
1691 erhält auch der neue Besitzer des Schlössls, Johann Franz von Niedern, eine entsprechende Genehmigung, im Haus einen Gottesdienst abhalten zu lassen. Dies gilt für ihn und seine Familie sowie für die Hausangestellten, während die restlichen Bediensteten eine Pfarrkirche in Reichenhall aufsuchen mussten. Nachdem die Lizenz von Niederns mit seinem Tode 1714 erloschen war, versuchte der neue Besitzer Johann Michael Perkhammer, diese ab 1722 wieder aufleben zu lassen. 1724 wurde seinem Antrag stattgegeben, in diesem Zusammenhang ist auch das erste Mal von einer eigenen Sakristei die Rede.
Nachdem im Herbst 1724 Peter von Waltern und Umbau das Schlössl erwirbt, führt er umfangreiche Umbaumaßnahmen durch. Ob er die heutige Kapelle neu an das Schloss anbauen ließ oder die vorhandene wesentlich veränderte, kann heute nicht mehr eindeutig geklärt werden. Sichergestellt ist, dass von Waltern die Ecktürme am Schlössl errichten ließ, von denen einer als Glockenturm für die Kapelle dient.
Nachdem die Familie Schöndorfer in den 1970er Jahren das Schlössl erworben hatte, wurde auch die Kapelle umfangreich saniert und renoviert.

## Beschreibung
Das Kirchbergschlössl ist mit dem Jahr 1713 bezeichnet, ist im Kern aber deutlich älter. Das zweistöckige barocke Gebäude hat einen rechteckigen Grundriss und ist mit drei Ecktürmchen geschmückt. Das Walmdach ist mit zwei Zwerchhäusern gegliedert, die Fassade des Hauses ist mit Stuck verziert.
An die Südseite schließt die Hauskapelle St. Anna an, die mit dem Jahr 1725 bezeichnet ist. Der Eckturm des Schlössls dient an dieser Ecke auch als Glockenturm.

### Bau und Ausstattung der Hauskapelle
Die Kapelle St. Anna ist ein gotisch gestalteter, rechteckiger Bau mit einem 3⁄8-Schluss im Süden sowie zwei rechteckigen Fenstern in der östlichen und westlichen Wand des Langhauses. Früher erfolgte der öffentliche Zugang dort, wo sich heute das östliche Fenster befindet, heute betritt man die Kapelle über die Sakristei. Am Ansatz des Gewölbes der Kapelle befindet sich eine mehrfach gegliederte Stuckleiste. Das Gewölbe selbst ist mit Rokokostuck überzogen, das Gitterwerk ist mit Blumensträußen und Blumenkörpern durchzogen, Gelb-, Rosa- und Grüntöne bestimmen die Farbgebung. Über dem Altar ist eine doppelte Fächerkartusche angebracht. Der Stuck stammt vermutlich von Joseph Höpp aus Burghausen. Das Fresko in der Mitte der Wölbung stellt die Begegnung Mariens mit Elisabeth, Zacharias und Joseph dar, rechts im Hintergrund die aufgehende Sonne und der Reitesel. Auf der Nordseite der Kapelle befindet sich ein Atrium, das sich nach Osten zur Sakristei öffnet und im Westen früher den Zugang aus dem Schloss ermöglichte. Der Vorraum ist mit einer erhöhten Loge ausgestattet, die einen eigenen Zugang vom Schloss besitzt. Über der Loge befinden sich die Familienwappen von Walterns und seiner Frau sowie die Freiherrenkrone und die Jahreszahl 1728, die vermutlich den Abschluss der Arbeiten an der Kapelle bezeichnet. An der Brüstung der Empore ein barockes Gemälde im Holzrahmen mit der Verkündigung durch den Erzengel Gabriel an Maria.
Der Altar an der Stirnwand stammt vom Ende des 17. Jahrhunderts. Nachdem in einem Bericht von 1722 über die Ausstattung der Kapelle nur von einem Kreuz die Rede ist, stammt der Altar vermutlich nicht aus der Vorgängerkapelle. Der Altar folgt einem gotischen Aufbau mit Predella, Mittelnische, seitlichen Flügeln und dem krönenden Auszug. Gestaltet ist der Altar in Renaissanceformen, die Säulen sind mit Weinreben, Blättern und Trauben bedeckt, der Baldachin über der Mittelnische ist mit Schnitzwerk verziert. Die Figuren des Altars wurden im 20. Jahrhundert noch verändert, heute steht als Mittelfigur der schmerzhafte Heiland mit Geißelwunden, Dornenkrone und Schilfzepter in der Nische; als Assistenzfiguren befinden sich der hl. Joseph links und der hl. Joachim rechts.
Seitlich des Altars zwischen den Fenstern vier Leinwandbilder in Holzrahmen mit Bildnissen der vier Evangelisten. An der Ostwand der hl. Lukas, an der Südostseite links neben dem Altar der hl. Matthäus, an der Südwestseite rechts des Altars der hl. Markus und auf der Westseite der hl. Johannes.
Weitere Kunstwerke in der Kapelle sind eine Klosterarbeit mit Wachsbild in der Mitte in vergoldetem Holzrahmen, ein vollkommener Ablass, erteilt durch Papst Pius VI., bestätigt durch das Stift St. Zeno am 20. Juli 1798, drei Kanontafeln in klassizistischer Umrahmung sowie drei Barockbilder in Holzrahmen und geschnitzten Aufsätzen mit dem Martyrium des hl. Bischofs Erasmus, dem Bildnis des hl. Judas Thaddäus und der hl. Äbtissin Walburga von Eichstätt. Der Opferstock mit dem Aufsatz der Anna selbdritt nimmt das ursprüngliche Motiv des Altars auf. Im Vorraum hängt ein Epitaphbild auf Holz mit der Auferstehung Christi.
Das barocke Gestühl dürfte aus der Erbauungszeit der Kapelle stammen. Die Tür zur Sakristei sowie die dortigen Schränke stammen aus dem 18. Jahrhundert. Im Türmchen der Kapelle hängen zwei Glocken, eine gegossen 1726 vom Salzburger Glockengießer Johann Häckl, die zweite 1765 von Carl-Wolfgang Gugg, ebenfalls Salzburg. In den Jahren 1966 und 1967 wurde die Kapelle in Zusammenarbeit mit dem Landesamt für Denkmalpflege durch die Kirchenmaler Georg Gschwendtner und Franz Nefzger grundlegend renoviert.

## Lage

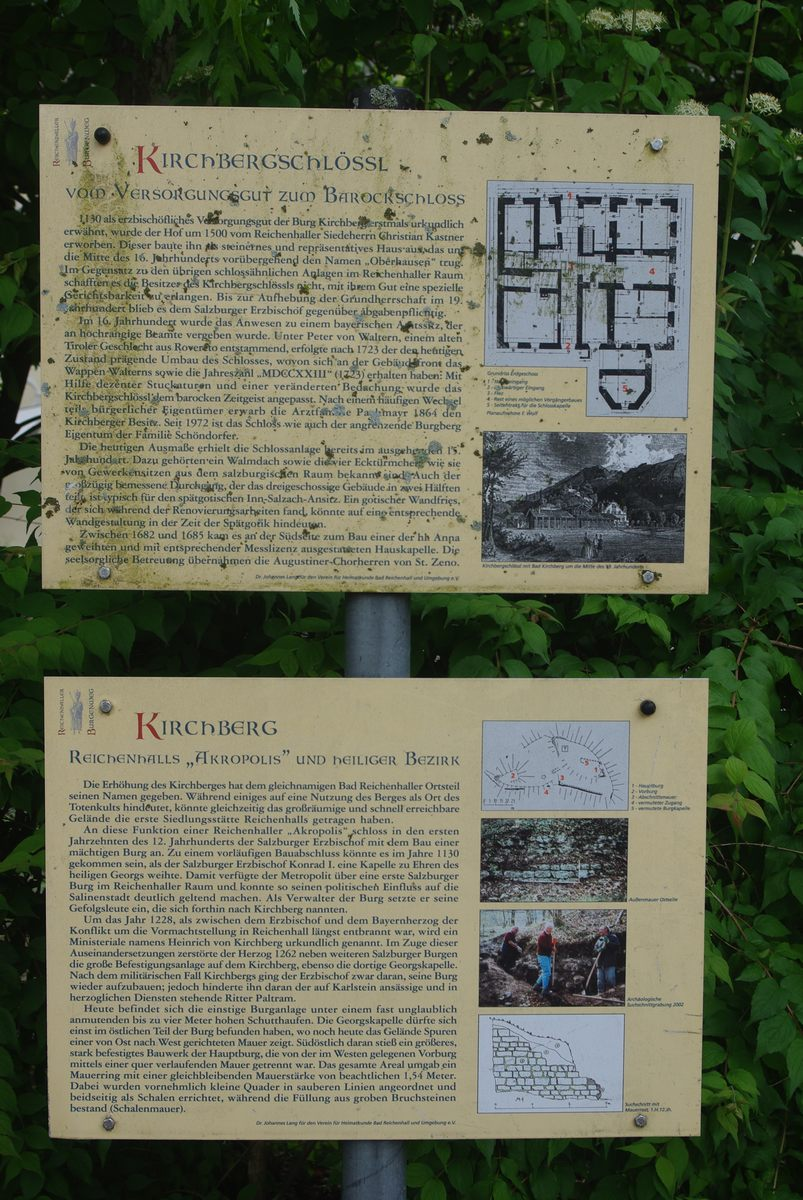
Informationstafeln zum Schlössl und zur Burg Kirchberg

Das Kirchberg-Schlössl befindet sich im Bad Reichenhaller Ortsteil Kirchberg westlich der Erhebung, auf der sich im 12. Jahrhundert die Burg Kirchberg befand. Die exakte Adresse ist Thumseestraße 11, direkt an der Einmündung der Nonner Straße in die Thumseestraße.
Der Kirchberger Mühlbach floss bis ins frühe 20. Jahrhundert direkt an der östlichen Fassade des Kirchberg-Schlössls vorbei.

## Sonstiges
Das Kirchberg-Schlössl ist eine Station auf dem Reichenhaller Burgenweg. Dieser knapp 30 km lange Rundwanderweg führt zu 17 Burgen, Schlössern und Befestigungsanlagen in Bad Reichenhall und den umliegenden Gemeinden.